# Bitwa pod Wolf Mountain
Bitwa pod Wolf Moutain – starcie zbrojne, które miało miejsce 8 stycznia 1877 roku pomiędzy wojskami Stanów Zjednoczonych wspieranymi przez indiańskich zwiadowców a plemionami Lakotów i Szejenów. Bitwa była częścią Wojny o Black Hills.

## Tło
Po klęsce George’a Custera w bitwie nad Little Bighorn, tylko nieliczna grupa Indian Siuksów (Lakotów) i Szejenów wróciła do rezerwatów – głównie po to, aby przeczekać zimę lub uzupełnić zapasy. Generał Nelson Miles z połączonymi siłami piechoty, kawalerii i artylerii kontynuował kampanię przeciwko Indianom Równin, do grudnia 1876 roku pokonując w kilku potyczkach wojowników Siedzącego Byka. Podobne sukcesy w walce z Szejenami Tępego Noża odniósł Ranald Mackenzie. Wówczas na czas zimy Szalony Koń poprosił wojsko o pokój, jednakże zabicie jego delegatów przez wojskowych zwiadowców z plemienia Crow spowodowało, że Indianie zerwali rozmowy i rozpoczęli serię ataków, które zmusiły Milesa do opuszczenia garnizonu.

## Bitwa
Miles dotarł do stóp Black Hills rankiem 8 stycznia 1877 roku. Około godziny siódmej w okolicy Wolf Mountain nad rzeką Tongue wojownicy Szalonego Konia rozpoczęli ataki na jego oddział. Dzięki przewadze ogniowej Amerykanie odpierali jednak kolejne ataki wojowników Szalonego Konia, zmuszając go do przegrupowania swoich sił. Po odparciu kolejnego ataku, Miles wydał rozkaz kontrataku. Wówczas, w obliczu artyleryjskiej przewagi Amerykanów i pogarszającej się pogody, Szalony Koń zdecydował się na odwrót.

## Po bitwie
Mimo taktycznego remisu pomiędzy obiema stronami, wojska amerykańskie odniosły znaczący sukces strategiczny. Starcie uświadomiło Indianom, że nie mogą już czuć się bezpiecznie na swoich terytoriach nawet zimą lub podczas złej pogody. Po bitwie wielu wojowników wróciło pojedynczo do rezerwatów, a sam Szalony Koń poddał się wojskom USA w Forcie Robinson w Nebrasce w maju 1877 r.